# Euprosopia tigrina
Euprosopia tigrina är en tvåvingeart som beskrevs av Osten Sacken 1881. Euprosopia tigrina ingår i släktet Euprosopia och familjen bredmunsflugor. Inga underarter finns listade i Catalogue of Life.